# Isidoro de Sevilla

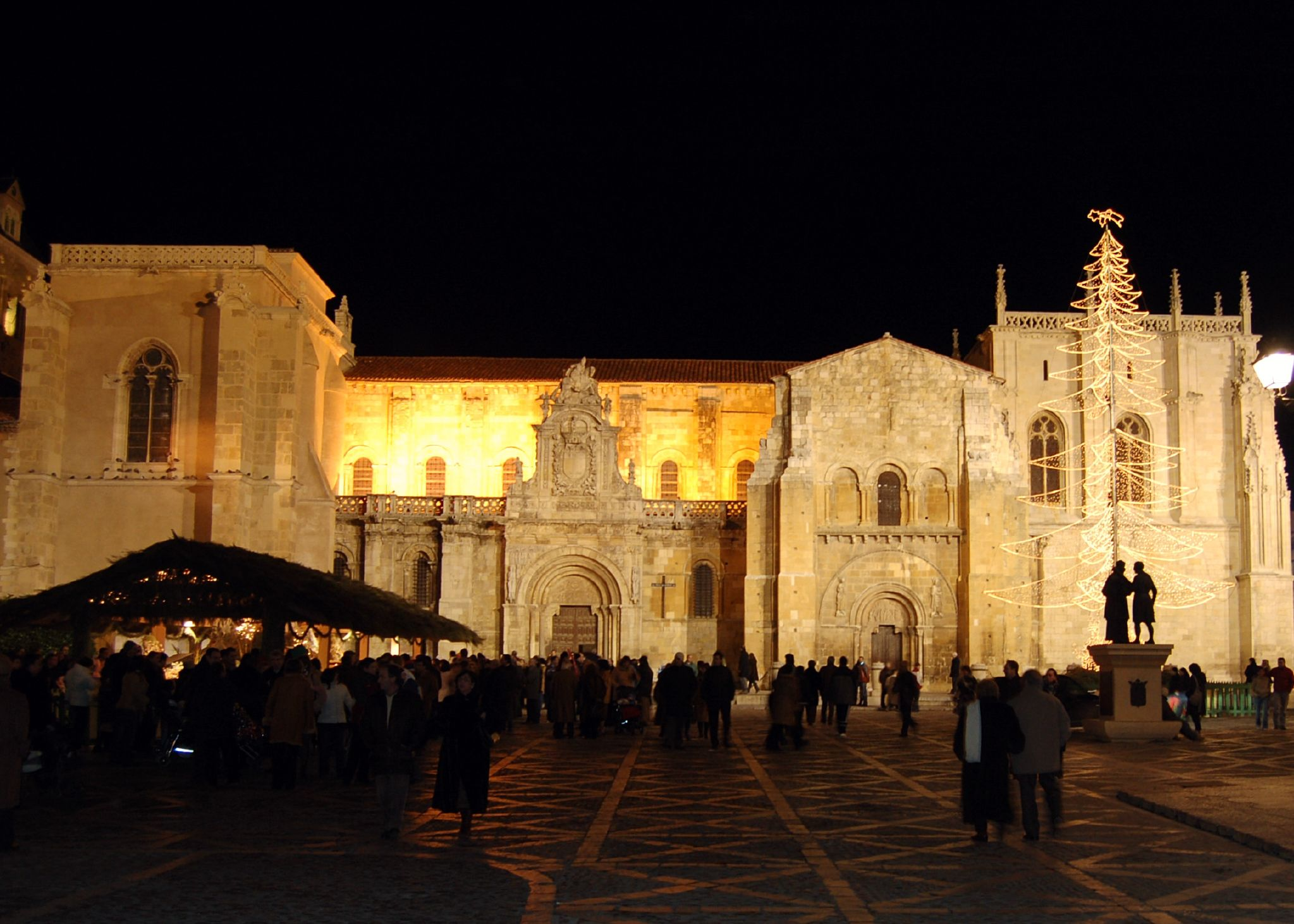
Basílica de San Isidoro de León, donde se encuentran sus restos.

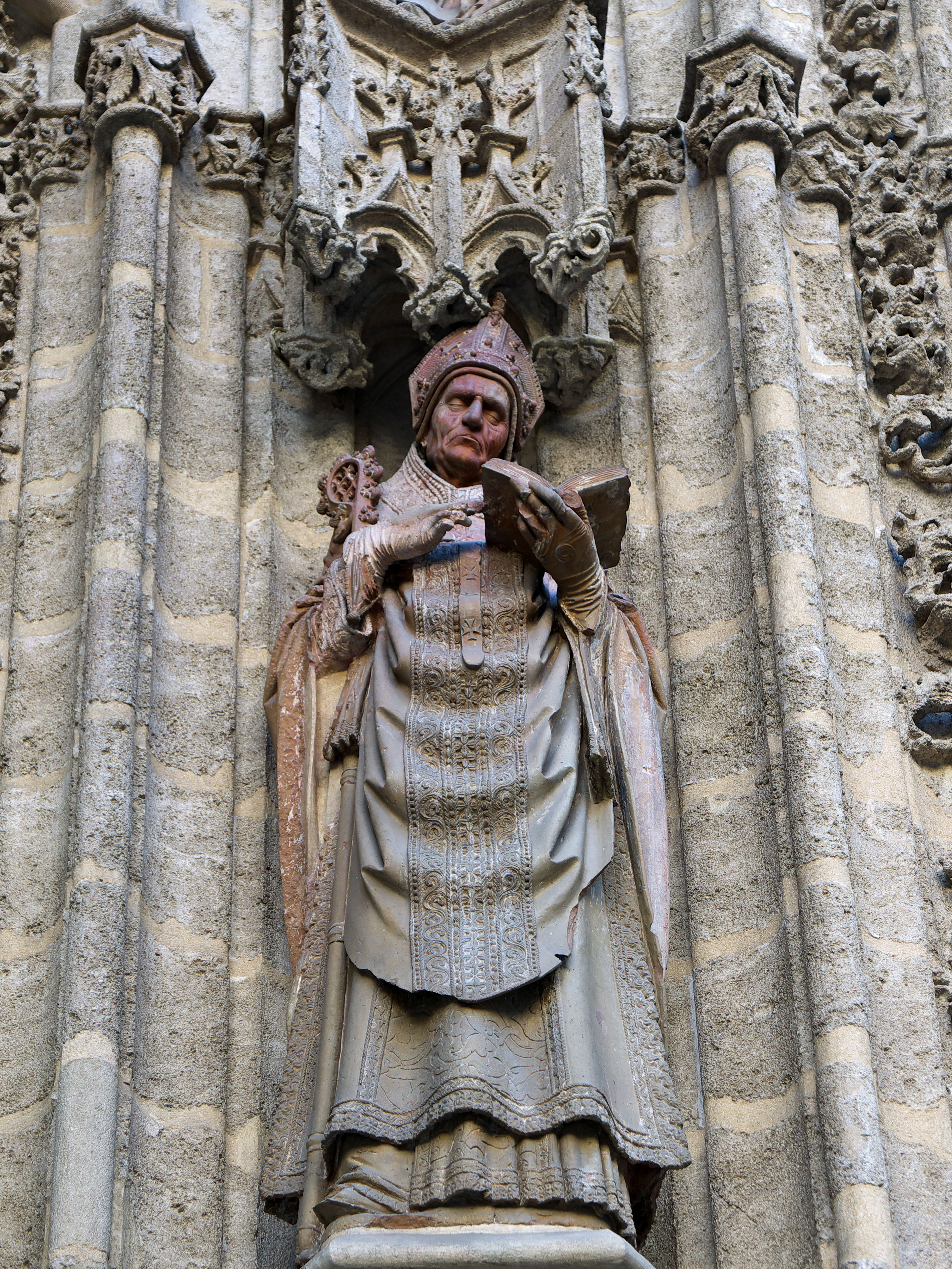
San Isidoro de Sevilla, escultura de Lorenzo Mercadante de Bretaña, Portada del Bautismo, Catedral de Sevilla.

Isidoro de Sevilla (en latín: Isidorus Hispalensis; probablemente Sevilla, c. 560-Sevilla, 4 de abril de 636) fue un eclesiástico católico, erudito y polímata hispano de la época visigoda. Fue obispo de Sevilla durante más de tres décadas (602-636). Es venerado como santo por la Iglesia católica y está considerado el último Padre de la Iglesia de Occidente.

## Biografía

### Origen
En su tratado De viris illustribus, Isidoro afirma que "tuvo por padre a Severiano, de la provincia Cartaginense de Hispania". Severiano es un nombre romano. Tuvo como hijos a Leandro (que fue obispo de Sevilla), Fulgencio (que fue obispo de Écija), Florentina (que fue monja) e Isidoro (que sucedió a su hermano como obispo de Sevilla). Leandro escribió una carta a Florentina a finales del siglo VI, conocida como De la educación de las vírgenes y del desprecio del mundo. En ella menciona a una figura maternal llamada Túrtur (tórtola), pero se desconoce si este era el nombre de la madre, si el nombre se utilizó a modo de recurso literario o si se estaba refiriendo a la abadesa del convento donde se encontraba Florentina.
Del documento De la educación de las vírgenes y del desprecio del mundo también se extrae que la familia hispanorromana y católica tuvo que abandonar Cartagena por la llegada de unos extranjeros, que pudieran ser los godos o los bizantinos. Algunos autores piensan que el rey Agila I, ante la llegada de los bizantinos a esa zona de Hispania llamados por Atanagildo en 552, decidió expulsar a los hispanorromanos de la región para que no ayudasen al invasor. En el mismo documento, se dice que la familia se trasladó cuando Florentina era muy pequeña e indica que Isidoro nació mucho después, porque era pequeño cuando su hermana ya era monja. Por todo ello, es muy posible que Isidoro hubiera nacido cuando la familia se encontraba ya en Sevilla. Tras la muerte del padre, Leandro se encargó de sus hermanos menores.
Antonio Hernández Parrales, archivero-bibliotecario del arzobispado de Sevilla, afirma también que Isidoro debería haber nacido en esta ciudad:

en el año de 554, Severiano y su mujer, cuyo nombre se ignora, abandonan Cartagena, que había pasado al poder bizantino, y en un exilio forzoso o voluntario, vienen a establecerse en Sevilla acompañados de sus tres hijos, Leandro, Fulgencio y Florentina. Así nos lo cuenta el mismo San Leandro, al asegurar que la familia de Severiano y Turtur tiene que iniciar su exilio en el año 554 con sus tres hijos, con lo que nos viene a indicar que San Isidoro, el cuarto y menor de los hijos, no había nacido todavía”. Y escribe a continuación: “En Sevilla se señala hasta el sitio de la casa de su nacimiento, que es el lugar donde se levanta la parroquia de San Isidoro. Así lo hizo constar el padre Antonio de Quintana Dueñas, en su libro 'Santos de la ciudad de Sevilla y su Arzobispado', al decir: «Su insigne Parroquial, erigida en el sitio que presumen fue del Palacio de sus padres y de su nacimiento, es fundación del Santo Rey Don Fernando». Y el erudito Nicolás Antonio, en su ‘Biblioteca hispana vetus', dejó consignado que había nacido en Sevilla, porque generalmente se cree que todavía no había nacido Isidoro, cuando su padre Severiano vino exilado a esta ciudad: «Hispali natus vulgo creditur. In eam enim Urbem fama est exulen venisse, nondum eo nato, Severianum». Con lo que queda claro que, a pesar de los constantes e históricos intentos de negar la procedencia hispalense de San Isidoro, el filósofo fue sevillano.

Su nacimiento en Cartagena es recogido en fuentes muy posteriores: Adbreviatio Brauli caesaraugastani episcopi de vita sancti Isidori Hispaniarum doctoris (siglos XIII-XIV), la Vita S. Isidori anónima escrita en León (siglos XI-XII), el Códice de San Martino de León (hacia el 1200), Vida de San Isidoro de Rodrigo de Cerrato (siglo XIII) y el Breviario Hispalense (siglo XVI). Los hermanos Leandro, Fulgencio, Florentina e Isidoro fueron llamados colectivamente como los Cuatro Santos de Cartagena.
El nombre Isidoro es un nombre teóforo pagano que significa "don de Isis", pero puede que se lo pusiesen en referencia al santo cristiano Isidoro de Chio. La veneración a este santo está documentada en el siglo VI en el norte de África y se habría extendido al sur de Hispania.
Leandro fue obispo de Sevilla desde tiempos del rey arriano Leovigildo y estuvo desterrado una temporada. Este monarca fue sucedido por Recaredo, que se convirtió al catolicismo en 587.

### Formación

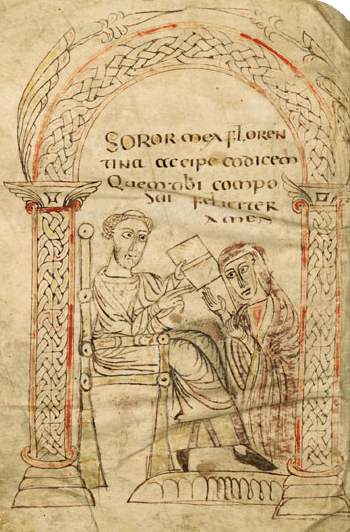
Isidoro de Sevilla presentando su obra a su hermana Florentina. Manuscrito de la Biblioteca Nacional de Francia, hacia el año 800.

En el II Concilio de Toledo de 533 se establece que los niños que fuesen a entrar en el clero debían recibir enseñanzas obligatorias por clérigos especializados, vigilados por el obispo y en la casa del mismo.
En las dependencias de la basílica de la Santa Jerusalén, ubicada en un lugar desconocido de Sevilla, debía hallarse la biblioteca episcopal.
El historiador Jacques Fontaine utilizó dos vías para conocer el contenido de la biblioteca en la que se habría formado Isidoro. En primer lugar, los Versos, compuestos para figurar sobre las arcas de los libros, y las fuentes utilizadas en su obra.
Los Versos presentan las Sagradas Escrituras, las obras de Orígenes (menos Tratado de los principios, que tenía errores doctrinales), los cuatro padres de la Iglesia latina (Hilario, Ambrosio, Agustín y Jerónimo), Juan Crisóstomo, Cipriano de Cartago, poetas clásicos (Virgilio, Horacio, Ovidio, Persio, Lucano y Estacio), poetas cristianos (Prudencio, Avito, Juvenco y Sedulio), historiadores cristianos (Eusebio, Orosio, Leandro de Sevilla y Gregorio Magno) y juristas (Teodosio I, Teodosio II, Paulo y Gayo).
Con respecto a las fuentes utilizadas, parece ser que pudo informarse de los poemas clásicos a través de los comentarios de sus escoliastas. Leyó a Virgilio, Lactancio y Constantino. Los poetas aparecen clasificados en las Etimologías entre filósofos paganos y sibilas inspiradas. Con respecto a la prosa clásica, la consulta a través de los manuales de retórica (especialmente Instituciones oratorias de Quintiliano) y citas de los padres de la Iglesia (sobre todo Agustín, Jerónimo y Gregorio Magno). Tal vez consultó la obra Quadriga de Arusianos Meffus, con textos de Terencio, Virgilio, Salustio y Cicerón. También aprovechó fragmentos de enciclopedistas como Varrón, Suetonio, Marciano Capella y Casiodoro. En cuanto a textos religiosos, leyó sobre todo la Biblia, la liturgia de las horas y las lecturas que se hacían en las grandes fiestas del año litúrgico. En los tres primeros libros de las Etimologías cita a los filósofos Aristóteles y Boecio.
Isidoro era buen predicador. Ildefonso de Toledo diría de él:

Manifestó a través de sus dotes oratorias una riqueza desbordante, y tal encanto, que la abundancia admirable de su palabra dejaba estupefactos a los oyentes.

Posiblemente aprendió a predicar con los consejos de Leandro, con De la Doctrina Christiana de Agustín, manuales antiguos de retórica y las colecciones de homilías de Orígenes, Hilario, Ambrosio, Agustín, Jerónimo, Juan Crisóstomo y Cipriano.
Isidoro realiza una descripción en Etimologías VI de cómo debía ser una biblioteca. Sería una estancia con artesonados de color verde, con suelo de mármol y adornada con retratos de los mejores autores de cada disciplina (al igual que la biblioteca romana de Asinio Polión). Los libros estarían ordenados del siguiente modo: Antiguo y Nuevo Testamento, padres de la Iglesia (Orígenes, Hilario, Ambrosio, Agustín, Jerónimo, Juan Crisóstomo y Cipriano), poetas cristianos (Prudencio, Juvenco, Avito, Sedulio), historia (el galaico Osorio y Eusebio), teología (Leandro, Gregorio Magno y Agustín), derecho (Teodosio, Teodosio II, Paulo y Gayo) y medicina (Cosme, Damián, Galeno e Hipócrates).
Salvo en las Etimologías, los autores más frecuentemente citados son los eclesiásticos y casi la totalidad de su conocimiento de los autores clásicos se debía a manuales, escoliastas, antologías, escritores posteriores y comentaristas.
No consta que Isidoro fuese monje, pero seguramente conocía la vida monástica porque escribió la obra Regula monachorum, dedicada a un monasterio honorianense. Según algunos autores, este monasterio se encontraba en las proximidades de Sevilla y, según otros, en Fregenal de la Sierra (provincia de Badajoz).
La maestría de San Isidoro en griego y hebreo le dio reputación de ser un estudiante capaz y entusiasta. Su propio latín estaba afectado por las tradiciones locales visigodas y contiene cientos de palabras identificables como localismos hispanos y el editor de su obra en el siglo XVII encontró 1640 de tales localismos, reconocibles en el español de la época.

### Episcopado

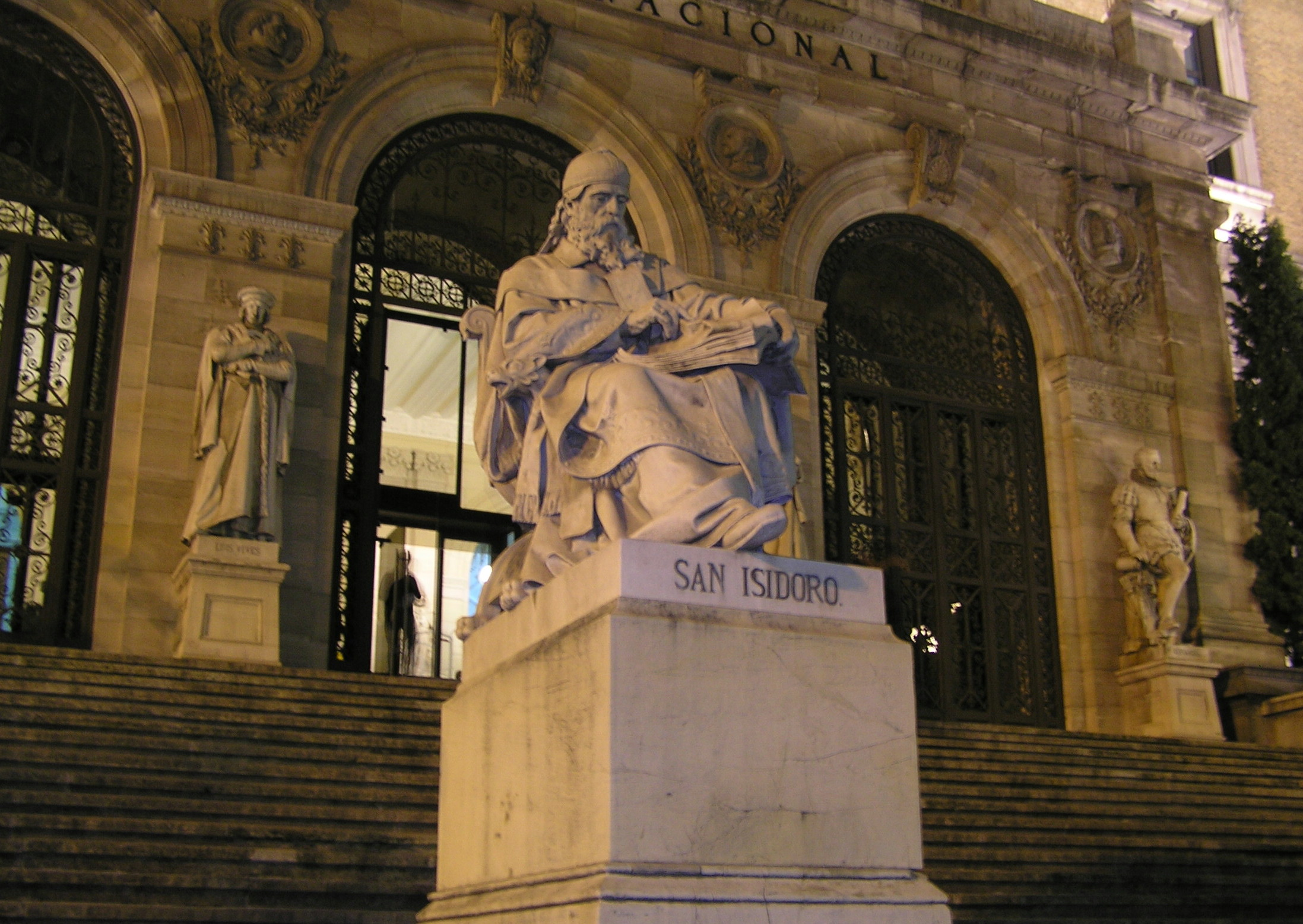
Estatua de Isidoro de Sevilla por José Alcoverro ubicada en la escalinata de acceso a la Biblioteca Nacional de España.

A la muerte de su hermano Leandro, en 602, le sucedió como obispo de Sevilla.
La firma de Isidoro aparece en el Decreto de Gundemaro de 610, por el cual se le reconoce a Toledo la categoría de sede metropolitana. Sin embargo, este decreto es de autenticidad dudosa.
El rey Sisebuto mantuvo una estrecha relación de amistad y colaboración con Isidoro. Fue este monarca el que le animó a escribir De natura rerum (que está dedicada a Sisebuto), la Chronica, la Historiae Gothorum y una primera redacción de las Etimologías.
Convocó y presidió tres concilios en Sevilla. El primero de estos fue el II Concilio de Sevilla, en 619, y asistieron 8 obispos: Bisionio de Elvira, Rufino de Asido, Fulgencio de Atigi, Cambra de Itáñica, Juan de Egabro, Fidencio de Tucci, Teodulfo de Cabra y Honorio de Córdoba. Se trataron asuntos jurisdiccionales y de disciplina del clero, aunque no se conservan las actas. En el siguiente concilio en esta ciudad se refutó a un obispo llamado Sintario. Se sabe de la existencia de este concilio porque el obispo Braulio de Zaragoza le pidió a su amigo Isidoro que le enviase las actas. Finalmente, el tercer concilio presidido por Isidoro en su ciudad se reunió hacia 628-629 y, aunque tampoco se conservan sus actas, se sabe que en él fue depuesto el obispo Marciano de Astigi.
Durante el reinado de Suintila, escribió la segunda redacción de la Chronica y de la Historiae Gothorum. En esta última, escrita hacia el 625, alaba la política interior desarrollada hasta entonces por Suintila.
Isidoro mantuvo una estrecha relación con Braulio, obispo de Zaragoza desde 631. Ambos se conocieron cuando Braulio era solamente arcediano. En el 632 Isidoro mandó a Braulio todo el material de las Etimologías pidiéndole que revisase el texto antes de su difusión. Por ello, se cree que es Braulio el que distribuyó la obra en los veinte libros actuales.
El rey Sisenando llegó al trono en 631 y quería mejorar su posición con el refrendo de la aristocracia y el clero. Para ello, con la ayuda de Isidoro, convocó un concilio general, lo cual no tenía lugar desde 589.
De este modo, Isidoro dirigió el IV Concilio de Toledo, el 5 de diciembre de 633, que estuvo presidido por Sisenando. Asistieron 62 obispos y siete presbíteros representando a obispados. Se promulgaron 75 cánones. En los cánones 24 y 25 Isidoro propuso a todos los obispos la obligación de crear escuelas junto a las sedes catedralicias para la formación del futuro clero. Estas escuelas tendrían un régimen de internado y dos ciclos. En el primero, para la infancia y la adolescencia, la formación sería elemental y pondría énfasis en los aspectos morales. En el segundo ciclo se perseguiría que el alumno supiese leer los textos sagrados elementales.
Los cánones trataban del símbolo de la fe, la unificación de las prácticas litúrgicas de la Iglesia visigoda, el patrimonio eclesiástico (sobre el clero y los fundadores y patronos de iglesias rurales), esclavos y libertos de la Iglesia (quedando estos bajo un perpetuo patrocinio eclesial), reforzar la disciplina y costumbres del clero, la exclusión de toda prerrogativa regia sobre el nombramiento de obispos y el trato a los judíos.
El canon más importante fue el 75, que tenía el objetivo de fortalecer la autoridad del rey y la fidelidad de los súbditos a la corona, así como de regular el procedimiento electivo de sucesión al trono y de establecer garantías procesales para los reos sometidos a juicio por el tribunal real.
La opinión de Isidoro sobre la monarquía es establecida en su libro Sentenciae:

Dios concedió la preeminencia a los príncipes para el gobierno de los pueblos. Por tanto, el principado debe ser provechoso a los pueblos, no nocivo; no debe oprimir mandando sino ayudar condescendiendo. El buen rey más fácilmente pasa del delito a la justicia que de la justicia al delito. Propósito suyo debe ser no apartarse nunca de la verdad. Es justo que el príncipe se atenga a sus leyes, pues sus derechos se guardarán por todos cuando él mismo los respete. Pues es justa la voz de su autoridad, si lo que prohíbe a los pueblos no se considera lícito para él.

### Muerte y culto
San Isidoro, San Leandro y Santa Florentina fueron enterrados en la misma tumba con una cruz y un epitafio. El texto de este epitafio se conoce a raíz de cuatro manuscritos (dos en la Biblioteca Nacional Francesa de París, uno en la Biblioteca Nacional de Portugal de Lisboa y otro en la Biblioteca Municipal de Oporto) y de una Vita S. Isidori que hay en la Biblioteca Nacional de España de Madrid. En dicho epitafio figura también la fecha de la muerte de las tres personas: Leandro el 14 de marzo de 602, Isidoro el 4 de abril de 636 y Florentina el 28 de agosto de 633.
Según los historiadores del siglo XVI Pedro de Medina y Pedro Barrantes Maldonado, Isidoro fue sepultado en un oratorio en Santiponce, provincia de Sevilla. En 1063 el rey leonés Fernando I comisionó a los obispos Alvito de León y Ordoño de Astorga y al conde Nuño para obtener los restos de las santas Justa y Rufina del rey de la taifa de Sevilla, Al-Mutadid, tributario suyo. No encontraron los restos de estas santas pero sí los restos de Isidoro, que fueron trasladados entonces a la basílica de San Isidoro de León, donde permanecen.
En el lugar donde se encontraba el oratorio de Santiponce se fundó, en 1301, el monasterio de San Isidoro del Campo.
Existen también algunas reliquias suyas en la catedral de Murcia.
En el altar mayor de la parroquia de la Anunciación de Abla (Almería) también se encuentra una reliquia de San Isidoro, donada por la Curia Romana en el mes de diciembre de 2008 con motivo de la consagración de dicho altar.
Una confusión con su homónimo Isidro Labrador, realizada por F. Thaller en el Kirchenlexikon de 1860, difundió el doble error de que Isidoro de Sevilla había sido canonizado solemnemente por el papa Pablo V en 1598, como confirma el historiador Ursicino Domínguez del Val .
El 25 de abril de 1722 Inocencio XIII mandó celebrar su fiesta y lo proclamó doctor de la Iglesia.

## Obras

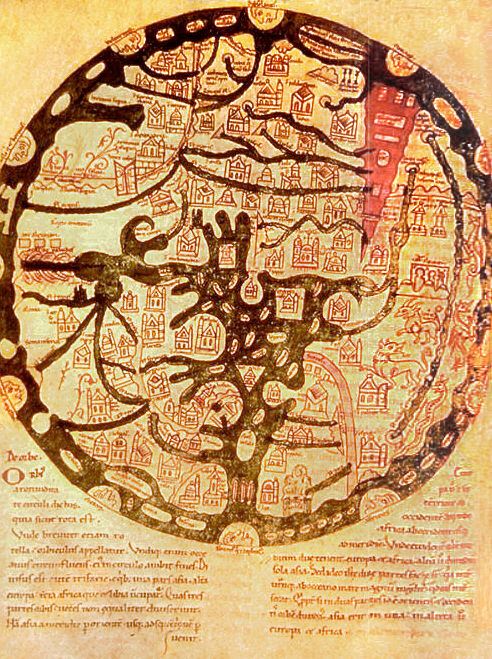
Mapamundi en una copia del de una obra de Isidoro de Sevilla.

### Etimologías
En las Etimologías se encuentra organizada una gran cantidad de información sobre diferentes temas. El académico español José Soto Chica explica lo siguiente sobre los temas que trata la obra:

[...] podemos encontrar disciplinas, saberes y temas tan variados como la gramática, la retórica y la dialéctica, la aritmética, la música, la geometría y la astronomía, la medicina, el derecho, la cronología, las Sagradas Escrituras, los ciclos del tiempo, las bibliotecas y los libros, las fiestas y los principales oficios, la naturaleza de Dios, de los ángeles, de los santos padres, la jerarquía y organización de la iglesia, la sinagoga y el judaísmo, la vida y obra de los más célebres filósofos, herejes y  poetas, el estudio de las otras religiones, las noticias sobre los pueblos de otras tierras, sobre sus lenguas, instituciones, costumbres y las relaciones que se tenía con ellos o de donde provenía el conocimiento que de ellos se tenía, el estudio de los nombres, la anatomía del ser humano, sus malformaciones y los fenómenos a él ligados, los animales, tanto los familiares y cercanos, como los exóticos y casi fabulosos, los elementos que componían el universo y la materia, los mares, ríos y diluvios, la geografía, los tipos y elementos de los asentamientos urbanos y rurales: las ciudades, villas, aldeas, etc., las formas de comunicación que podían emplearse, los pesos y medidas, los minerales y los metales, la agricultura, la guerra: armas, táctica, etc., los espectáculos y juegos, los distintos tipos de embarcaciones, la pesca, los edificios y las vestimentas, los alimentos y bebidas, el ajuar doméstico, las herramientas...

El autor envió una parte de esta obra a Sisebuto, probablemente los diez primeros libros, llamándola Orígenes. La obra también es referida como Orígenes por Braulio de Zaragoza en su correspondencia, pero este obispo emplea más veces el término Etimologías y la califica así cuando enumera las obras del hispalense en su Renotatio Isidori. No obstante, fue editada con el nombre Orígenes en el siglo XVI.
La edición moderna de las Etimologías, realizada por el académico escocés Wallace Martin Lindsay en 1911, son dos volúmenes agrupados en veinte libros con un índice. Este índice no existía originalmente, pero cada libro tenía un enunciado que pudo haber sido realizado por Braulio o por Isidoro. Se sabe que fue Isidoro quien dotó a la obra de 448 capítulos de diferentes temas con divisiones y subdivisiones.
En las Etimologías se utilizan fuentes sin importar si son autores paganos o cristianos, antiguos o recientes, con el único objetivo de recopilar la información necesaria sobre el asunto.
Su procedimiento más generalizado en esta obra es reproducir, literalmente o no, y sin citar al responsable, textos de otros autores. Unas veces recurría a una sola fuente para un tema, por ejemplo Plinio el Viejo (uno de los autores que más sirvió a la obra), pero otras mezcla lo que dicen varios informantes, por ejemplo añadiendo a Plinio el Viejo incisos de Vitruvio.
En otros momentos decide mencionar a los autores. El autor más mencionado es Virgilio (más de 250 veces), seguido de lejos por el bético Lucano (45 veces) y Cicerón (con un número de veces cercano al de Lucano). Menciona a un gran número de poetas como Plauto, Terencio, Lucrecio, Ovidio o el hispano Marcial y a un reducido número de prosistas, como el ya citado Cicerón o Salustio. Lo más habitual que hace cuando menciona a algún autor es no reproducir sus palabras literalmente, aunque también se da el caso de que cite sus palabras concretas. También recurre a glosar a los autores que menciona y citarlos literalmente. También recurre a citas literales para ejemplificar un lema e incluso cita autores que realmente no aportan nada a lo ya dicho como "adorno".
En algunos casos, Isidoro recurre a hablar de temas que conoce de primera mano.
En las Etimologías, Isidoro de Sevilla explica que la Filosofía es dividida en tres partes: Física, Lógica y Ética. La Física se divide en Geometría, Aritmética y Música. La Lógica, por su parte, es dividida en Dialéctica y Retórica.
Para Isidoro, la palabra "historia" significa "ver" y "conocer". Para Heródoto, sin embargo, "historia" significa "investigar".
En las Etimologías se trata de la utilidad de la historia con las siguientes palabras:

Las historias de los pueblos no dejan de proporcionar a los lectores cosas útiles que en ellas se dijeron. Muchos sabios, tomándolos de las historias, narraron acontecimientos humanos de pasadas épocas para enseñanza del momento presente, ya que por la historia, remontándose hacia atrás, se resume el cálculo total de los tiempos y los años, y por la sucesión de cónsules y reyes se cae en la cuenta de muchas cosas necesarias.

En esta obra habla de que Moisés fue el primero de los no paganos que escribió una historia del origen del mundo, refiriéndose al Génesis, y como primeros historiadores paganos menciona a Dares Frigio, un héroe de la Ilíada que habría escrito sobre la guerra de Troya, a Ferécides de Siros y a Heródoto.
Como apunta Isidoro, en el mundo antiguo la Gramática era la ciencia para interpretar a poetas e historiadores. Isidoro define, a su vez, la Gramática como la ciencia que enseña a hablar correctamente y la relaciona con la Retórica y la Dialéctica.

### Sentencias
Son tres libros. El libro I va sobre materias de fe y los libros II y III sobre las virtudes teologales, la gracia y las virtudes en general. La obra parece creada en un primer momento para la formación del clero. Fue elaborada entre los años 612 y 615 en apogeo de su capacidad intelectual y pastoral.
Sobre el ejercicio del poder de los príncipes:

Dios concedió a los príncipes la soberanía para el gobierno de los pueblos, quiso que ellos estuvieran al frente de quienes comparten su misma suerte de nacer y morir. Por tanto, el principado debe favorecer a los pueblos y no perjudicarlos; no oprimirlos con tiranía, sino velar por ellos, siendo condescendiente, a fin de que su distintivo del poder sea verdaderamente útil y empleen el don de Dios, para proteger a los miembros de Cristo.
S. Isidoro, Sententiae, 1.3C., 48-49

El poder temporal, sujeto a sus propias leyes y al poder espiritual:

LA CRISTIANDAD 1) Es justo que el príncipe esté sujeto a sus propias leyes. Pues solo cuando también él respete las leyes podrán creer que éstas serán guardadas por todos. 2) Los príncipes deben someterse a sus propias leyes y no podrán dejar de cumplir las leyes promulgadas para sus súbditos. Y es justa la queja de los que no toleran que se les permita algo que le esté prohibido al pueblo. 3) El poder secular está sujeto a las leyes eclesiásticas y los príncipes aunque posean el gobierno del reino están sometidos sin embargo al vínculo de la fe, de tal manera que están obligados a predicar la fe de Cristo en sus leyes y a conservar esta predicación con sus buenas costumbres.
S. Isidoro: Sententiae III, 51.4.

### Libro de los números
En esta obra estudia la simbología de algunos números que aparecen en la Biblia. Está fechado entre el 612 y el 615. Fue escrito a petición de otra persona, que se desconoce. En la edición del jesuita español Faustino Arévalo, recogida en la Patrologia Latina del sacerdote francés Jacques Paul Migne, es titulado Liber Numerorum qui in Sanctis Scripturis ocurrunt (Libro de los Números que aparecen en las Sagradas Escrituras).
Isidoro empieza la obra con la definición de número y estudia los siguientes: 1, 2, 3, 4, 5, 6, 7, 8, 9, 10, 11, 12, 13, 14, 15, 16, 18, 19, 20, 24, 30, 40, 46, 50, 60 y 153.
En el apéndice 21 de la Patrología Latina, volumen 83, col. 1293-1302, hay otro Libro de los Números que no tiene nada que ver con la obra de Isidoro.

### Colección Canónica Hispana
La compilación de la Colección Canónica Hispana es atribuida a Isidoro, que la habría  realizardo entre el 633 y el 636, con la ayuda de las actas conciliares recogidas por su hermano Leandro. Se compone de documentos canónicos de 73 concilios (15 griegos, 9 africanos, 17 franceses y 36 españoles) y de 103 cartas decretales pontificias.
Se le fueron añadiendo más documentos en la Recensión Juliana (realizada por Julián de Toledo entre 681 y 683) y la Recensión Vulgata Isidoriana (de entre 694 y 702).
Sirvió de código casi oficial de derecho canónico en toda España y gran parte de Francia e influyó en la mayor parte de las naciones europeas entre el siglo VII y el XII. A partir de entonces fueron apareciendo otras colecciones canónicas, como el Decreto de Graciano (1140), las Decretales de Gregorio IX (1234), de Bonifacio VIII (1298) y otras, que restaron importancia a la Hispana.

### Producción historiográfica

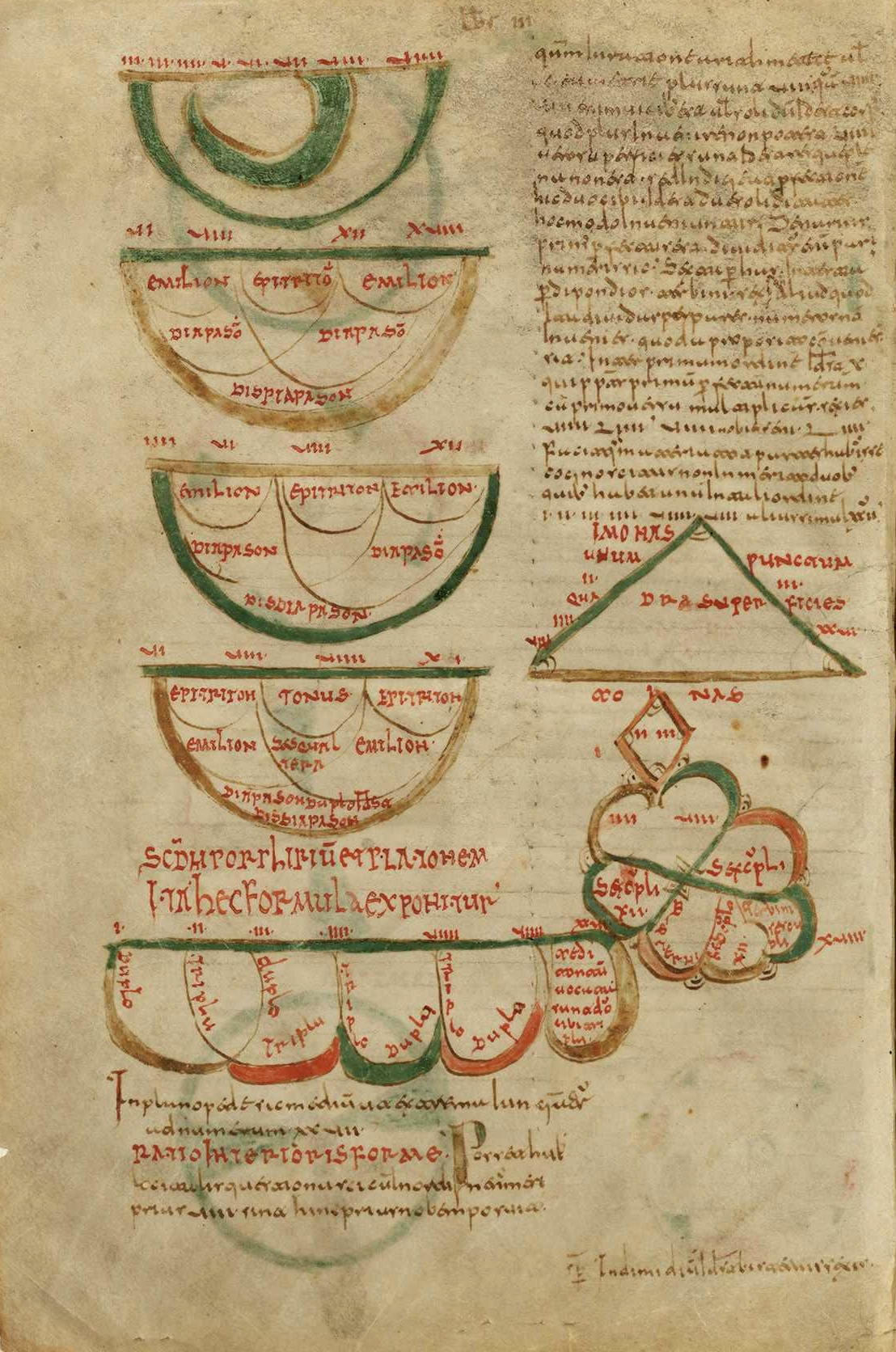
Folio 26v miniado del Códice toledano de las Etimologías (ahora en la Biblioteca Nacional de España, signatura: Vitr. 14-3). Escrito en minúscula visigoda de la escuela toledano-sevillana, procede de la Catedral de Toledo.

El académico francés Jacques Fontaine ha señalado tres razones por las cuales la Historia es importante en la obra de Isidoro: su buen lugar en la teoría clásica de los géneros literarios, la herencia de los historiadores cristianos y que él mismo había sido testigo de hechos históricos del reino visigodo.
El académico español Luis Vázquez de Parga reconoció la gran influencia de Isidoro y su papel como iniciador del campo de la historia nacional, pero tenía un juicio negativo hacia su trabajo historiográfico. Opinaba que no tenía el temperamento de historiador que sí tenía san Gregorio de Tours y que era un historiador inferior a los hispanos Hidacio, Juan de Biclaro y Máximo de Zaragoza.

#### Crónica
Ha sido llamada Crónica Universal, Chronica mundi y Chronica Maiora.
Isidoro hizo una primera versión breve de esta obra en el 615-616. Luego hizo otra larga en 624. Finalmente, en 627 hizo un resumen o epítome conocido como Chronicon recogido en los capítulos 38 y 39 del libro V de las Etimologías.
Por influencia de san Agustín, divide la historia en seis edades. La cifra es la misma que los seis días de la Creación según el Génesis y de las seis edades del hombre según la tradición antigua (primera infancia, infancia, adolescencia, juventud, madurez y vejez). Para Isidoro las edades son las siguientes: de la Creación al Diluvio Universal, de los hijos de Noé al nacimiento de Abraham, de Abraham a al rey David, del reinado de David al destierro en Babilonia, del destierro al nacimiento de Jesucristo y desde esto último hasta el reinado de Sisebuto.
Desde la segunda edad conjuga la historia bíblica con la de los reinos e imperios de Oriente Medio. Desde la tercera edad, narra la historia de Egipto y Grecia, recurriendo incluso a fuentes paganas. En la tercera y más aún en la cuarta se fijará también en la península itálica y Roma. En la quinta edad da mayor relevancia a Persia, Alejandro Magno y los estados helenísticos, se fija más en Roma y menciona por primera vez a Hispania. La sexta edad habla de los emperadores romanos y de los godos, vándalos, alanos y suevos.

#### Liber de viris illustribus
Esta obra de notas biográficas de varones ilustres fue escrita por Isidoro entre 615-618 como complemento a las obras similares de san Jerónimo de 384 y de Genadio de Marsella de hacia 470.
Isidoro escribió dos versiones: una breve de 33 capítulos que abarcan de Osio de Córdoba (siglo IV) a Máximo de Zaragoza (siglo VII) y otra de 46 capítulos que coincide en 32 capítulos con la breve y que desglosa a Osio en dos.
De los 33 capítulos de la versión breve 12 están dedicados a hispanos, 7 italianos, 6 africanos, 4 galos y 4 del oriente griego.
Entre 657 y 667 san Ildefonso de Toledo escribió otro libro con notas biográficas con el mismo título.

#### Historia de los godos, vándalos y suevos
Isidoro hizo primero una versión breve, entre 619 y 620, y otra larga en 624. La larga remarca más el triunfo del catolicismo sobre el arrianismo y es la más difundida. Ensalza a reyes católicos como Recaredo, Sisebuto y Suintila. No cae en el fanatismo, criticando que Sisebuto ordenase la conversión forzosa de los judíos y no defendiendo la rebelión del santo católico Hermenegildo contra su padre, el rey arriano Leovigildo.
La versión larga comienza con la Laus Hispaniae/Spaniae o De laude Hispaniae/Spaniae, de exaltación patriótica.
Según Vázquez de Praga, con esta obra Isidoro se convierte en el primer autor que renuncia a la continuidad romana en Hispania y se legitima la presencia de los godos.
Según el académico jesuita español José Madoz Moleres, esta es una obra sobre los godos con breves apéndices sobre los vándalos y los suevos.
Cuando trata de los godos habla desde su origen, diciendo que descienden Magog, y continúa hasta el saqueo de Roma por Alarico I en el 410. Luego desde ese hecho hasta la unidad política del reino de Toledo y el reinado de Leovigildo. El siguiente punto fundamental para Isidoro es la conversión de Recaredo y la unidad católica de Hispania. Tras narrar su historia hay un texto conocido como Recapitulatio o Laus Gothorum, que es un elogio de este pueblo.
Sobre los vándalos, habla de cuando cruzaron el Rin en el 406 y pasaron por las Galias. También relata cómo cruzaron los Pirineos en el 409 para irrumpir en España causando muerte y devastación. Luego habla de cómo los bárbaros se orientaron hacia la paz y se dividieron Hispania: los vándalos asdingos y los suevos en Galicia, los alanos en Lusitania y los vándalos silingos en la Bética. Dice que el rey Genserico apostató del catolicismo para hacerse arriano y llevó a todo su pueblo al norte de África y asaltó Roma. Habla de las persecuciones de católicos por algunos reyes vándalos y del final del reino vándalo causado por el general bizantino Belisario en el 526.
Sobre los suevos, narra cómo Hermerico entró en Hispania en el 408. Se instalaron con los vándalos asdingos en Galicia y, cuando los vándalos pasaron a África, se quedaron con este territorio para ellos solos. También narra expediciones militares de los suevos a otras partes con Requila y Requiario. La entrada de los godos en la península ibérica pondría fin a los avances suevos y los recluyó en Galicia desde el 457. Isidoro relata la conversión de Reciario desde el paganismo al catolicismo en el 448. Sin embargo dice que un predicador galo, Ayax o Alax, terminó por convertir en arrianos a los suevos. Tras esto, dice que Teodomiro volvió al catolicismo con el apoyo de san Martín de Braga. Finalmente, Leovigildo se anexionó el territorio de los suevos, debilitados por luchas internas de poder, cuando eran gobernados por el usurpador Andeca.

### De la fe católica contra los judíos
En medio de un proceso de luchas internas y de reformulaciones ideológicas, la comunidad judía hispana de los siglos VI y VII fue objeto expiatorio de un deseo de consolidación de la monarquía alrededor del catolicismo. En su obra De fide catholica contra Iudaeos amplía las ideas de San Agustín sobre la presencia judía en la sociedad cristiana. Se trata de un opúsculo escrito contra el judaísmo, aunque Isidoro estaba en contra del rey Sisebuto en su idea de que era necesario promover la conversión al cristianismo por la fuerza. Isidoro prefirió convencer a obligar, pero tampoco fue enérgico en rechazar la violencia que sobre los judíos se ejercía en este periodo.
Para entender el pensamiento isidoriano hay que tener en cuenta el de san Gregorio Magno, que había coincidido durante años con su hermano Leandro en Constantinopla y que había sido posteriormente papa entre 590 y 604. Gregorio opinaba que los judíos debían ser considerados ciudadanos de pleno derecho y, aunque creía que la fe judía era errónea, era contrario de la conversión forzada apostando por lograr el cambio mediante la razón y la amable persuasión.
Isidoro de Sevilla recogió la más relevante tradición polémica antigua, convirtiendo su texto en uno de los más relevantes en materia apologética antijudía hasta bien entrada la Edad Media. La influencia del postulado del pensador hispalense fue esencial en el armazón ideológico que rodeó la reactivación del antijudaísmo europeo desde finales del siglo XI al siglo XIII.

### La Música en su obra
En Sentencias dice que la materia precede a las cosas formadas con ella como el sonido precede al canto.
En su Libro de los Números dice que para los músicos son tres los géneros del sonido: voz para las bocas, soplo en las flautas y pulsación para las cítaras. En esta misma obra dice que para los antiguos son siete los géneros de la filosofía: uno aritmética, dos geometría, tres música, cuatro astronomía, cinco astrología, seis mecánica y siete medicina.
En su Regla de los Monjes dice que en los maitines se debe guardar la costumbre de salmodiar y cantar.

#### En susOficios Eclesiásicos
En esta obra dice que fue Moisés en Éxodo 15 quien instituyó los coros y el cántico tras su paso por el mar Rojo y enseñó a cantar a Dios el cántico triunfal con coros de ambos sexos, en clases diferentes, presidiéndolos él y su hermana. También dice que el coro se hacía en figura de corona, en círculo, y que por eso se llama de esa manera. Señala que para los judíos un coro debe de tener un mínimo de diez personas pero que para los cristianos no existe cifra. También especifica que el ministerio del cántico fue ejercido por Débora en Jueces 5. Sin embargo, especifica que los salmos los cantan hombres. Dice que fue el rey David el primero que cantó el salterio y que la Iglesia canta los salmos davídicos con melodías suaves para inclinar los ánimos a la conversión. Explica que los cantores antiguos se abstenían de comer el día antes de cantar pero cuando iban a salmodiar comían legumbres "por causa de la voz", por lo cual eran llamados "fabarii". También habla del cantor Asaf. Menciona que en las Confesiones san Agustín aprueba cantar en la Iglesia para regalar los oídos y que el ánimo más débil se levante con el afecto de la piedad.
También habla de los himnos. Dice que David fue el primero que los cantó, siguiéndole otros profetas, y que fue cantado un himno al Creador por los tres jóvenes que fueron encerrados en un horno en Daniel 3. Diferencia entre himnos divinos e himnos compuestos por el ingenio humano. Para Isidoro el primero que compuso himnos fue Hilario de Poitiers, seguido por Ambrosio de Milán.
Dice que fueron los cristianos griegos los primeros que compusieron antífonas y que Ambrosio de Milán extendió estas hacia Occidente. Sobre los responsorios dice que fueron inventados por los italianos y que se llaman así porque el coro respondía a lo que cantaba un solista, aunque en el momento en que escribe Isidoro era común que se respondiese al canto de tres. También dice que, en la liturgia, cuando llega el momento de cantar deben cantar todos. Explica también que el laudes es cantar el aleluya en alabanza a Dios y que, si bien en España se cantaba siempre después de los salmos o las lecturas en el resto de la Iglesia lo cantaba solo los domingos y 50 días después de la fiesta de la Resurrección. Señala que, según Eclesiástico 50:16, los judíos cantaban ofertorios acompañados por tubas cuando sacrificaban un animal y que la Iglesia sustituye las tubas por la predicación y canta por el sacrificio de Cristo. También explica cómo en la misa se canta "Hosanna en las alturas". Critica que en las calendas de enero la gente baile buscando el aplauso, que se mezclen ambos sexos en los coros y que la gente se emborrache con vino.

#### En susEtimologías
Isidoro no pretende con las Etimologías elaborar una teoría de la música que permita aprender la técnica, sino explicar los nombres principales tanto teóricos como de instrumentos.
Su doctrina de la música se basa en Pitágoras, a través de Boecio y Casiodoro.
El libro III de las Etimologías está dedicado al quadrivium: del capítulo I al IX Aritmética, del capítulo X al XIII Geometría, del capítulo XIV al XXIII Música y del XXIV hasta el LXX Astronomía.
La música es descrita como el arte de la modulación y puede ser instrumental y vocal. La palabra "música" vendría de "musas". Habla de que Moisés dice que el primer músico fue Túbal, que los griegos creen que fue Pitágoras y otros el tebano Lino.
Habla de cómo se desarrollaron himnos religiosos, himnos nupciales, threnos fúnebres, cantos al son de flauta y cantos de banquete acompañados de la lira y la cítara. Se basa en Pitágoras para afirmar que el universo se compone de música y se mueve con la armonía de los sonidos y dice que la música tiene el poder de mover los afectos.
Divide la música en tres partes: armónica (el tono), rítmica (fusión del sonido con la palabra) y métrica (las diferentes formas de verso).
La música puede ser armónica (procede de la voz), orgánica (procede de un instrumento de viento) y rítmica (procede de la pulsación o percusión).
Suscribe la teoría griega de los quince tonos, siendo el más grave el hipodorio y el más agudo el hiperlidio. Divide las voces según su intensidad y timbre en suaves, brillantes, sutiles, pingües, agudas, duras, ásperas, veladas, "vinuola" y perfectas (que son altas, claras y suaves).
También se dedica a describir diferentes instrumentos viento, cuerda y percusión.
Expone una teoría de los números en la música y sus proporciones (entre 1, 2, 3, 6, 8, 12, 18 y 36) en relación con el hombre y el universo.
Su definición más importante es la de la armonía, dividiéndola en sinfonía, diafonía y eufonía.

### Listado de obras isidorianas

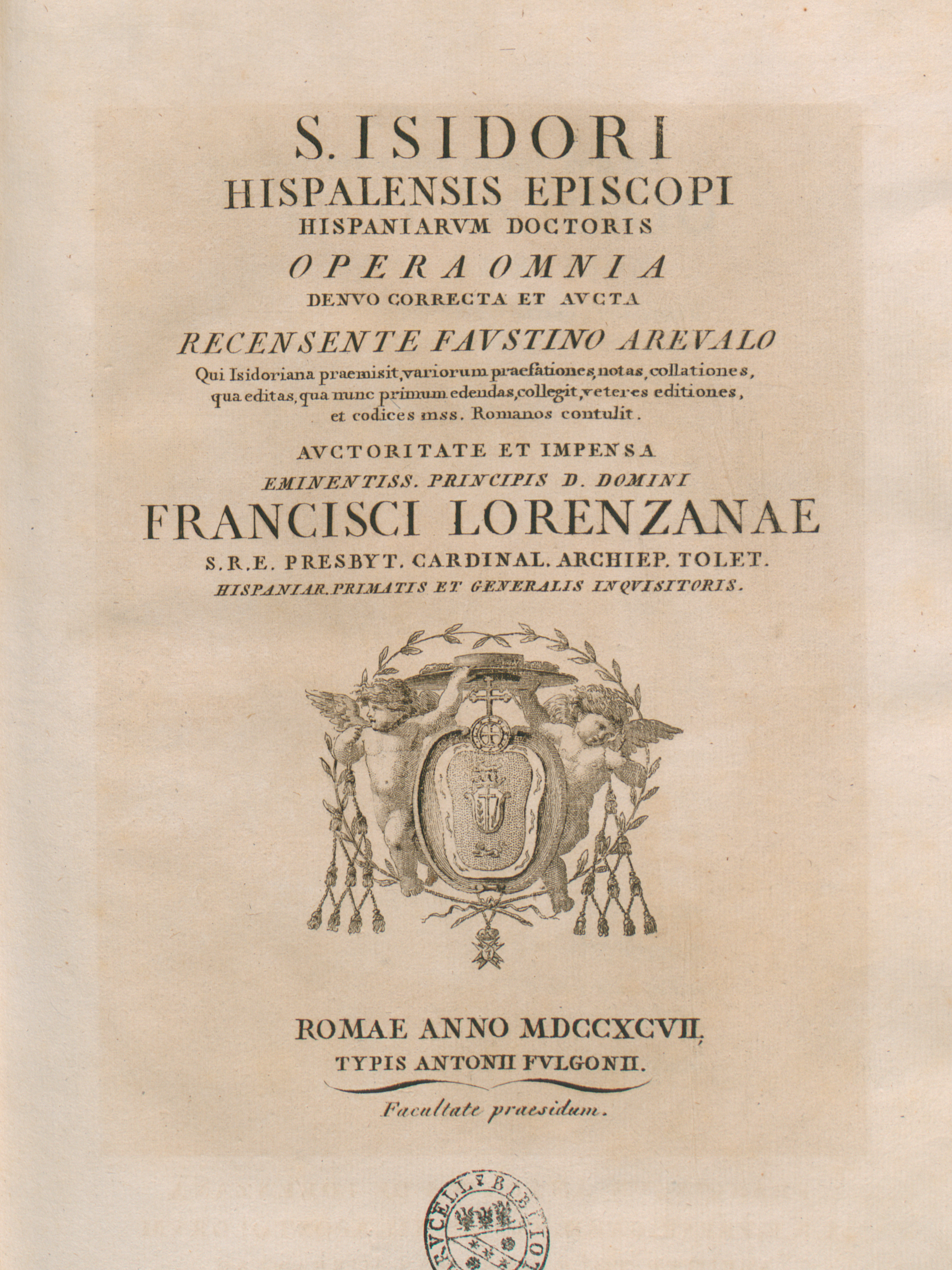
Opera omnia. Edición de 1797

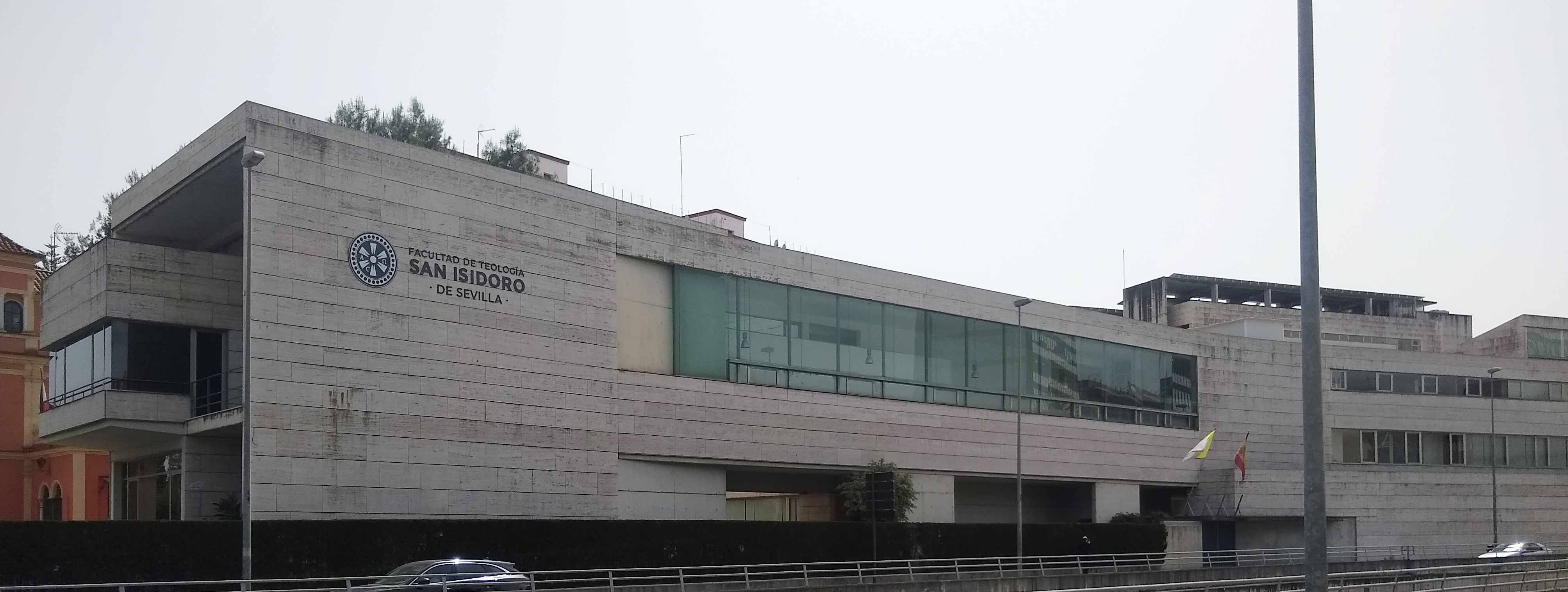
La Facultad de Teología de Sevilla lleva el nombre de San Isidoro.

El académico argentino José J. A. Alfaro del Valle elaboró en 1978 la siguiente lista de obras de Isidoro de Sevilla:
- Liber de ordine creaturarum[52]. Patrologiae Cursus Completus. Sancti Isidori Hispalensis Episcopi Opera Omnia.
- Libri sententiarum
- Synonima, de lamentatione animae peccatricis
- Allegoriae Sacrae Scripturae ad Orosium
- De ortu et obitu Patrum
- In libros veteris se novi Testamenti prooemia
- Liber numerorum, qui in sanctis Scripturis occurrunt
- Quaestiones in Vetus Testamentum
- Quaestiones de veteri et novo Testamento
- De fide catholica, sive contra iudaeos
- De origine officiorum. De Ecclesiasticis officiis
- De origine ministrorum
- Regula monachorum
- Liber de natura rerum
- Originum sive Etymologiarum libri XX
- Differentiarum sive De Proprietate Sermonum
- Chronicon
- Historia de regibus Gothorum, Wandalorum et Suevorum
- Liber de viris illustribus
- Epistolae
- De fabrica mundi

Son obras atribuidas a Isidoro las siguientes:
- Excerpta Canonum
- Concilia
- Epistolae decretales
- Dissertatio in veram et genuinam collectionem canonum Ecclesiae Hispaniae

## Leyendas
Según cuenta la leyenda, en 1063 Fernando I guerreó por tierras de Badajoz y Sevilla, e hizo tributario suyo al rey taifa de Sevilla. De él consiguió la entrega de las reliquias de Santa Justa, pero cuando su embajada llegó a Sevilla a recogerlas, no las encontró. Sin embargo, una vez en Sevilla, el obispo de León, miembro de la embajada, tuvo una visión mientras dormía, gracias a lo cual encontraron milagrosamente las reliquias de San Isidoro. El retorno se hizo por la Vía de la Plata. Cerca ya de León, la embajada se internó en tierras pantanosas, sin que los caballos pudieran avanzar. Al taparles los ojos a los caballos, estos salieron adelante, dirigiéndose hacia la recién construida iglesia de los Santos Juan y Pelayo, que desde entonces se llamará de San Isidoro.

## Influencia

Escudo de la ciudad de Sevilla, con el rey san Fernando en el centro flanqueado por los obispos san Isidoro y san Leandro.

El obispo Braulio de Zaragoza fue el gran amigo de Isidoro y el gran impulsor de sus obras. Los historiadores Vitalino Valcárcel y Juan Gil consideran que Braulio fue educado por Isidoro en la escuela episcopal de Sevilla pero el historiador Manuel Díaz y Díaz desecha esta teoría.
El VIII Concilio de Toledo (653) manifestó su admiración por la figura de Isidoro con las siguientes palabras elogiosas: 

Nostri quoque sæculi doctor egregius ecclesiæ catholicæ, novissimum decus, præaecedentibus ætate postremus, doctrinæ comparatione non infimus, et qoud maius est, in sæculorum fine doctissimus, atque cum reverentia nominandus Isidorus [...]
El gran doctor de nuestro siglo, la gloria más reciente de la Iglesia católica, el último en el tiempo comparado con ellos, pero no el último comparado en la sabiduría y, lo que es más, el más docto de las últimas centurias, que ha de ser nombrado con toda reverencia, Isidoro...

Este tributo fue ratificado por el XV Concilio de Toledo, celebrado en 688, al utilizar también el calificativo de doctor egregius para referirse a él.
También fue elogiado en la obra anónima Vita Fructuosi, de finales del siglo VII.
Los textos de Isidoro influyeron mucho en autores del siglo VII. El obispo Tajón de Zaragoza se vio especialmente influenciado por sus Sentencias, el obispo Eugenio de Toledo por sus versos, Ildefonso de Toledo por sus sinónimos, Valerio del Bierzo por las visiones alegóricas que relata, y Julián de Toledo por su obra en general.
La obra de Isidoro influyó mucho en Alcuino de York, que alcanzó gran importancia en la corte de Carlomagno. También tomó influencias de Isidoro Rabano Mauro. Posteriormente, la obra isidoriana fue difundida también por clérigos irlandeses.
El monje Oliba, recopiló varias de sus obras. En el siglo XII Domingo Gundisalvo prestó una especial atención a la astronomía, la astrología y la medicina en la obra de san Isidoro.
Las Sentencias de san Isidoro es posiblemente su trabajo más leído durante la Edad Media ya que se hicieron numerosas copias antes de la invención de la imprenta.
Las Etimologías fueron la obra de referencia más importante durante la Edad Media. Entre los siglos XV y XVI fue impresa más de diez veces. El escritor español Luis Francisco Martínez Montes explicó su relevancia con las siguientes palabras:

Imaginemos una edición de la Espasa o de la Enciclopedia Británica escrita en nuestros días y todavía en uso en el año 2900

En 1868 el cardenal arzobispo de Sevilla Luis de la Lastra y Cuesta solicitó a la Santa Sede que san Isidoro fuese patrón de la archidiócesis, lo cual fue concedido por Pío IX ese mismo año.
En 2022 el Vaticano emitió un sello conmemorativo con la imagen de San Isidoro pintada por Murillo por los 300 años de su proclamación como doctor de la Iglesia católica.

## Eponimia
Tienen su nombre parroquias en Sevilla y Oviedo, así como antiguos monasterios de León y Santiponce.
Este santo también da su nombre a tres centros de enseñanza de Sevilla:
- Centro Universitario San Isidoro, adscrito a la Universidad Pablo de Olavide y que tiene su sede en el campus CEADE de la Isla de la Cartuja.[60][61]
- Instituto de Educación Secundaria San Isidoro.
- Facultad de Teología San Isidoro de Sevilla, fundada en 2019.[62]